# Courts Mammouth Classique de l'île Maurice
Il Courts Mammouth Classique de l'île Maurice è una corsa in linea di ciclismo su strada maschile che ha luogo annualmente in Mauritius. Dalla creazione la corsa fa parte del circuito UCI Africa Tour come prova di classe 1.2.

## Albo d'oro
Aggiornato all'edizione 2024.
| Anno | Vincitore       | Secondo         | Terzo                 |
| ---- | --------------- | --------------- | --------------------- |
| 2023 | Youcef Reguigui | Dawit Yemane    | Natnael Berhane       |
| 2024 | Patryk Stosz    | Youcef Reguigui | Aurelien de Comarmond |